# Silwana Blagoewa
Silwana Blagoewa (bulgarisch Силвана Благоева, englisch Silvana Blagoeva; * 14. Juli 1972) ist eine ehemalige bulgarische Biathletin.
Silwana Blagoewa hatte gegen Ende der 1980er Jahre ihre ersten Einsätze im Biathlon-Weltcup. Bei den Biathlon-Weltmeisterschaften 1991 in Lahti gewann sie im Team mit Marija Manolowa, Nadeschda Alexiewa und Iwa Karagiosowa hinter der Vertretung aus der UdSSR die Silbermedaille. Ein weiterer Karrierehöhepunkt wurde die Teilnahme an den Olympischen Winterspielen 1992 in Albertville, wo die Bulgarin nach einem 25. Platz im Einzel Achte im Sprint und verpasste mit Alexiewa und Karagiosowa als Startläuferin im Staffelrennen als Viertplatzierte knapp eine Medaille. In Antholz konnte sie als Neunte eines Einzels erstmals in einem reinen Weltcup-Rennen unter die besten Zehn laufen. Bei den Biathlon-Weltmeisterschaften 1993 im heimischen Borowez wurde Blagoewa in der Staffel eingesetzt und wurde mit dieser Achte. Nach der Saison 1992/93 beendete Blagoewa ihre Karriere.

## Biathlon-Weltcup-Platzierungen
Die Tabelle zeigt alle Platzierungen (je nach Austragungsjahr einschließlich Olympische Spiele und Weltmeisterschaften).
- 1.–3. Platz: Anzahl der Podiumsplatzierungen
- Top 10: Anzahl der Platzierungen unter den ersten zehn (einschließlich Podium)
- Punkteränge: Anzahl der Platzierungen innerhalb der Punkteränge (einschließlich Podium und Top 10)
- Starts: Anzahl gelaufener Rennen in der jeweiligen Disziplin

| Platzierung                                   | Einzel | Sprint | Verfolgung | Massenstart | Team | Staffel | Gesamt |
| --------------------------------------------- | ------ | ------ | ---------- | ----------- | ---- | ------- | ------ |
| 1. Platz                                      |        |        |            |             |      |         |        |
| 2. Platz                                      |        |        |            |             | 1    |         | 1      |
| 3. Platz                                      |        |        |            |             |      |         |        |
| Top 10                                        | 1      | 1      |            |             | 1    | 2       | 5      |
| Punkteränge                                   | 2      | 2      |            |             | 1    | 2       | 7      |
| Starts                                        | 4      | 6      |            |             | 1    | 2       | 13     |
| Stand: Daten möglicherweise nicht vollständig |        |        |            |             |      |         |        |